# Holden Rodeo
Der Holden Rodeo ist ein Pick-up, der von 1980 bis 2008 von dem zu General Motors gehörenden, australischen Automobilhersteller Holden angeboten wurde.

## Rodeo KB (1980–1988)
Im Dezember 1980 wurde der Rodeo KB, den Isuzu in Japan als Variante des Modells Isuzu Faster für Holden fertigte, in Australien vorgestellt. Der Wagen war als Pick-up, Pritschenwagen oder Doppelkabiner verfügbar und war mit einem 1,6 l-Reihenvierzylindermotor ausgestattet, der eine Leistung von 67 bhp (49 kW) entwickelte. Es gab ihn mit Hinterrad- oder Allradantrieb und zwei verschiedenen Radständen sowie mit einem manuellen Vierganggetriebe und mit Lenkradschaltung. Der Kühlergrill besaß eine horizontale Chromleiste und war von zwei Rundscheinwerfern flankiert.
Ende 1982 erhielt der Rodeo KB das erste Facelift. Der Kühlergrill war nun in 2 × 6 Kästchen aufgeteilt, die Rundscheinwerfer waren durch Rechteckscheinwerfer ersetzt worden. Ein 1,8 l-R4-Benzinmotor und ein 2,2 l-R4-Dieselmotor wurden ab 1983 zusätzlich angeboten. Das Spitzenmodell war der KB28 mit 2,0 l-R4-Motor und Fünfganggetriebe.
Im Februar 1984 gab es nur mehr den 2,0 l-R4 als Grundversion; der 2,2 l-R4-Diesel war auf Wunsch erhältlich.
1985 erhielt der Rodeo KB ein weiteres Facelift und zusätzliche Aufbauten – so u. a. ein „Space Cab“ (ein verlängertes Führerhaus mit Stauraum hinter den Sitzen). Zusätzlich dazu wurde der 2,3 l-R4-Motor mit zahnriemengetriebener Nockenwelle angeboten. Vierganggetriebe und Lenkradschaltung waren ab diesem Zeitpunkt nicht mehr erhältlich.
1986 wurde der 2,3 l-R4 zur Serienausstattung, und 1987 folgte ein weiteres Facelift u. a. mit einem ungeteilten, eingerahmten Kühlergrill.

## Rodeo TF (1988–2003)
Im August 1988 wurde der neue Holden Rodeo TF vorgestellt, der ebenfalls wieder eine Variante des inzwischen ebenso erneuerten Isuzu Faster mit längeren Radständen war. Das Chassis basierte auf einer modernisierten Version des Rodeo KB, die Aufbauten waren jedoch deutlich runder und moderner gestaltet. Rechteckscheinwerfer mit sich daran anschließenden Blinkleuchten und ein schwarzer Kühlergrill mit hufeisenförmigem Rahmen kennzeichneten die Front. Außerdem gab es eine neue Innenausstattung mit einem neuen Armaturenbrett. Zusätzlich zum Grundmodell wurde eine luxuriösere LS-Version angeboten.
Auf Wunsch gab es größere Motoren, z. B. einen 2,6 l-R4 mit 110 bhp (88 kW) oder zwei Dieselaggregate mit 2,5 l oder 2,8 l und 78 bhp (57 kW), bzw. 100 bhp (74 kW). In Verbindung mit dem 2,6 l-Motor wurde auch ein vierstufiges Automatikgetriebe angeboten.
1990 und 1992 erhielt der TF Rodeo kleinere Facelifts.

## Rodeo RA (2003–2008)
2003 wurde der neue Rodeo RA in Australien eingeführt, der auf dem 2002 vorgestellten Isuzu D-Max der 1. Serie basiert. Das Fahrzeug war hinsichtlich seiner Dimensionen wiederum vergrößert worden und weiterhin als Pick-up mit normaler und erweiterter Fahrerkabine, als Pritschenwagen und als Doppelkabine erhältlich. Zunächst war ein 2,5 l-R4-Turbodiesel mit 115 bhp (85 kW) als einzige Motorisierung verfügbar; später kamen zwei Benzinmotoren, ein Reihenvierzylinder mit 2,4 l Hubraum und 125 bhp (92 kW) und ein V6 mit 3,6 l Hubraum und 214 bhp (157 kW), dazu. Ein R4-Turbodiesel mit 3,0 l Hubraum und 145 bhp (107 kW) gehörte ebenfalls zum Motorenangebot. Wiederum waren die Fahrzeuge mit Hinterradantrieb oder Vierradantrieb erhältlich.
Im März 2007 wurde die Leistung des 3,0 l-R4-Turbodiesel auf 162 bhp (120 kW) gesteigert.
Im Oktober 2008 wurde der Nachfolger auf Basis des Chevrolet Colorado vorgestellt, der in Australien auch als Isuzu D-Max und als Holden Colorado verfügbar war.

## Quelle
- Terry Bebbington, Michel A. Malik: 45 Years of Holden., Australian Publishing and Printing Company, Sydney NSW 1994, ISBN 0-947216-31-6.